# Weir (Kansas)
Weir é uma cidade localizada no estado americano de Kansas, no Condado de Cherokee.

## Demografia
Segundo o censo americano de 2000, a sua população era de 780 habitantes.
Em 2006, foi estimada uma população de 747, um decréscimo de 33 (-4.2%).

## Geografia
De acordo com o United States Census Bureau tem uma área de
2,7 km², dos quais 2,7 km² cobertos por terra e 0,0 km² cobertos por água.

## Localidades na vizinhança
O diagrama seguinte representa as localidades num raio de 16 km ao redor de Weir.